# Železniška proga
Železniška proga je umetno zgrajena pot za tirna vozila, sestavljena iz spodnjega in zgornjega ustroja, objektov in naprav ob progi, zemljišč in železniških zgradb. Po progah vozijo železniška vozila in vlaki. Progo predstavlja en ali več tirov, ki v nepretrganem spoju spajajo sosednja prometna mesta.
Glede na razdaljo med glavama tirnic (širino tira) se železniške proge delijo na širokotirne, normalnotirne in ozkotirne proge. 
Na konferenci v Bernu so leta 1887 podpisali tehniški dogovor med srednjeevropskimi železniškimi upravami, po katerem so proge s širino tira 1435 mm normalnotirne. Kar je pod to širino, so ozkotirne, nad to mero pa širokotirne.
Železniška proga ima lahko enega ali več železniških tirov. 